# Pauropsylla trigemma
Pauropsylla trigemma är en insektsart som beskrevs av Jennifer L. Hollis 1984. Pauropsylla trigemma ingår i släktet Pauropsylla och familjen spetsbladloppor. Inga underarter finns listade i Catalogue of Life.